# Saffo a Leucade
Saffo a Leucade, anche noto come La morte di Saffo, è un dipinto a olio su tela, misurante 122x100 cm, eseguito dal pittore francese Antoine-Jean Gros nel 1801. È conservato nel Museo Baron Gérard di Bayeux.

## Descrizione e stile
Il dipinto rappresenta il suicidio di Saffo da una rupe di Leucade, accogliendo pertanto l'ipotesi leggendaria che la poetessa si sia tolta la vita a seguito di un amore non corrisposto che nutriva nei confronti del giovane Faone, che in realtà è un personaggio mitologico.
La figura di Saffo risalta ai margini di una scogliera, in un paesaggio notturno rischiarato da raggi di luna, che sembra anticipare quello illustrato da Giacomo Leopardi nella lirica Ultimo canto di Saffo del 1822.
In antitesi ad una visione statica dell'ideale classico, Gros delinea pertanto i tratti di una figura romantica, che affida alla natura la fine del proprio amore.
Charles Blanc nel 1845 commentò che «intraprendere la rappresentazione pittorica della disperazione rappresentò una deviazione fondamentale dai principi dell'arte greca» (Vaughan 1982). Sulla linea indicata da Charles Le Brun quando afferma che «un quadro non potrebbe essere perfetto senza l'Espressione», «La Saffo di Gros è la dimostrazione di come un effetto di carattere emotivo possa essere trasmesso facendo ricorso alla precisione non meno che alla bravura».